# Marlach
Marlach ist ein Ortsteil der Gemeinde Schöntal im Hohenlohekreis im nördlichen Baden-Württemberg.

## Lage
Der Ort liegt an der Einmündung des Sindelbachs in die mittlere Jagst. Der zufließende Bach durchläuft den Ortskern.

## Geschichte
Um das Jahr 1108 wird Marlach unter den fuldaischen Schenkungen im Jagstgau als „Marloch“ und „Marlohe“ erstmals urkundlich erwähnt. Der Name bedeutet „Wald am Sumpf“. Auch als Marlohen oder Alt-Marlach kommt der Ort vor. Im Jahre 1108 saß in Marlach ein edelfreies Geschlecht. Die späteren Herren von Marlach waren mit den Herren von Berlichingen verzweigt. Während des Dreißigjährigen Krieges wurde der Ort von den Schweden fast völlig niedergebrannt.
Im Ersten Weltkrieg waren 32 Gefallene zu beklagen, im Zweiten 40. Am Nachmittag des 8. April 1945 wurde Marlach nach einem Kampf mit Offizierskadetten der Wehrmacht von der US Army übernommen.
Zur ehemaligen Gemeinde Marlach gehören die Weiler Altdorf und Sershof sowie das Gehöft Unterer Sershof. Am 1. März 1972 wurde Marlach in die Gemeinde Schöntal eingegliedert.
Die Flurbereinigung fand von 1979 bis 1995 statt.

## Bauwerke

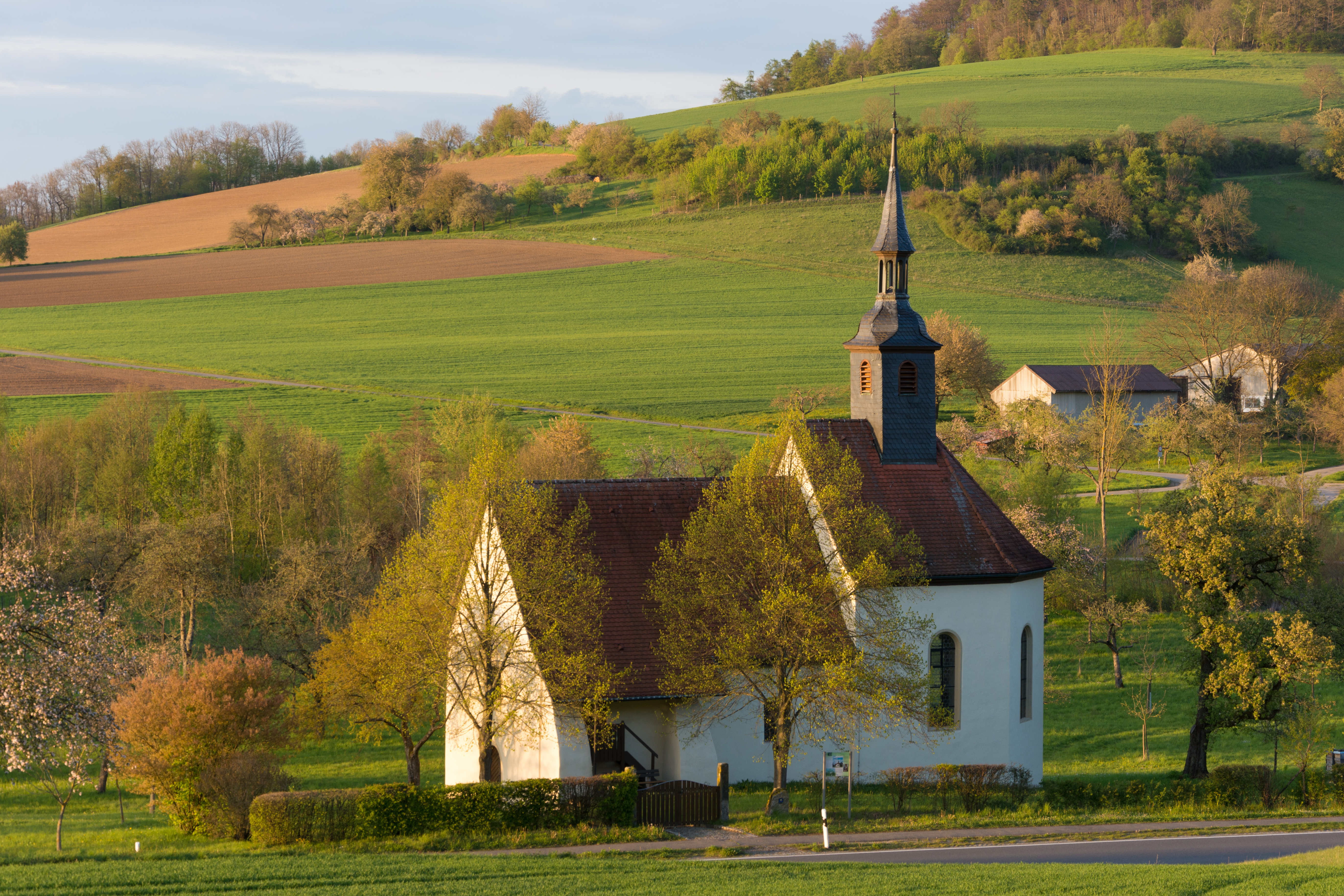
Heiligkreuzkapelle bei Altdorf

- Katholische Pfarrkirche St. Georg, aus dem Jahre 1758, wurde 1996 renoviert
- Pfarrhaus mit Pfarrhof aus dem Jahre 1765
- Heiligkreuzkapelle im Weiler Altdorf
- Wasserturm im Weiler Sershof

## Verkehr
Marlach liegt an der Jagsttalstraße L 1025, die westlich des Ortes verläuft. Die hier abzweigende K 2381 bildet die Ortsdurchfahrt und führt weiter nach Sindeldorf im Sindelbachtal. Die K 2319, die hier ebenfalls von der L 1025 abzweigt, verlässt das Jagsttal über eine Steigenstrecke und führt auf die nordwestlich gelegene Hochebene, wo diese nach einigen Kilometern in den Neckar-Odenwald-Kreis übertritt und als K 3960 weiter zum Ravensteiner Ortsteil Erlenbach im Erlenbachtal führt.

## Persönlichkeiten
- Johann Kuhn (1877–1954), Landwirt und Politiker